# Электронная конфигурация

Электронные атомные и молекулярные орбитали

Электро́нная конфигура́ция — формула расположения электронов по различным электронным оболочкам атома химического элемента или молекулы.
Электронная конфигурация обычно записывается для атомов в их основном состоянии. Для определения электронной конфигурации элемента существуют следующие правила: 
1. Принцип заполнения. Согласно принципу заполнения, электроны в основном состоянии атома заполняют орбитали в последовательности повышения орбитальных энергетических уровней. Низшие по энергии орбитали всегда заполняются первыми.
2. Принцип запрета Паули. Согласно этому принципу, никакие два электрона в одном атоме не могут иметь одинаковые значения четырех квантовых чисел.
3. Правило Хунда. Согласно этому правилу, заполнение орбиталей одной подоболочки начинается одиночными электронами с параллельными (одинаковыми по знаку) спинами, и лишь после того, как одиночные электроны займут все орбитали, может происходить окончательное заполнение орбиталей парами электронов с противоположными спинами.

С точки зрения квантовой механики электронная конфигурация — это полный перечень одноэлектронных волновых функций, из которых с достаточной степенью точности можно составить полную волновую функцию атома (в приближении самосогласованного поля).
Если говорить в общем, атом, как составную систему, можно полностью описать только полной волновой функцией. Однако такое описание практически невозможно для атомов сложнее атома водорода — самого простого из всех атомов химических элементов. Удобное приближённое описание — метод самосогласованного поля. В этом методе вводится понятие о волновой функции каждого электрона. Волновая функция всей системы записывается как надлежащим образом симметризованное произведение одноэлектронных волновых функций. При вычислении волновой функции каждого электрона поле всех остальных электронов учитывается как внешний потенциал, зависящий в свою очередь от волновых функций этих остальных электронов.
В результате применения метода самосогласованного поля получается сложная система нелинейных интегродифференциальных уравнений, которая всё ещё сложна для решения. Однако уравнения самосогласованного поля имеют вращательную симметрию исходной задачи (то есть они сферически симметричны). Это позволяет полностью классифицировать одноэлектронные волновые функции, из которых составляется полная волновая функция атома.
Для начала, как в любом центрально симметричном потенциале, волновую функцию в самосогласованном поле можно охарактеризовать квантовым числом полного углового момента {\displaystyle l} и квантовым числом проекции углового момента на какую-нибудь ось {\displaystyle m}. Волновые функции с разными значениями {\displaystyle m} соответствуют одному и тому же уровню энергии, т. е. вырождены. Также одному уровню энергии соответствуют состояния с разной проекцией спина электрона на какую-либо ось. Всего для данного уровня энергии {\displaystyle 2(2l+1)} волновых функций. Далее, при данном значении углового момента можно перенумеровать уровни энергии. По аналогии с атомом водорода принято нумеровать уровни энергии для данного {\displaystyle l} начиная с {\displaystyle n=l+1}. Полный перечень квантовых чисел одноэлектронных волновых функций, из которых можно составить волновую функцию атома, и называется электронной конфигурацией. Поскольку всё вырождено по квантовому числу {\displaystyle m} и по спину, достаточно только указывать полное количество электронов, находящихся в состоянии с данными {\displaystyle n}, {\displaystyle l}.

## Расшифровка электронной конфигурации

Таблица электронной конфигурации

По историческим причинам в формуле электронной конфигурации квантовое число {\displaystyle l} записывается латинской буквой. Состояние с {\displaystyle l=0} обозначается буквой {\displaystyle s}, для {\displaystyle l=1} используется буква {\displaystyle p}; для {\displaystyle l=2} применяется буква {\displaystyle d}; для {\displaystyle l=3} – буква {\displaystyle f}; а для {\displaystyle l=4} – буква {\displaystyle g}. Слева от числа {\displaystyle l} пишут число {\displaystyle n}, а сверху от числа {\displaystyle l} — число электронов в состоянии с данными {\displaystyle n} и {\displaystyle l}. Например {\displaystyle 2s^{2}} соответствует двум электронам в состоянии с {\displaystyle n=2}, {\displaystyle l=0}. Из-за практического удобства
(см. правило Клечковского) в полной формуле электронной конфигурации термы пишут в порядке возрастания квантового числа {\displaystyle n}, а затем квантового числа {\displaystyle l}, например {\displaystyle 1s^{2}2s^{2}2p^{6}3s^{2}3p^{3}}. Поскольку такая запись несколько избыточна, иногда формулу сокращают до {\displaystyle 1s^{2}2s^{2}p^{6}3s^{2}p^{3}}, т. е. опускают число {\displaystyle n} там, где его можно угадать из правила упорядочения термов.

## Периодический закон и строение атома
Все занимавшиеся вопросами строения атома в любых своих исследованиях исходят из инструментов, которые предоставлены им периодическим законом, открытым химиком Д. И. Менделеевым; только в своём понимании этого закона физики и математики пользуются для истолкования зависимостей, показанных им, своим «языком» (правда, известен довольно ироничный афоризм Дж. У. Гиббса на этот счёт), но, в то же время, изолированно от изучающих вещество химиков, при всём совершенстве, преимуществах и универсальности своих аппаратов ни физики ни математики, конечно, строить свои исследования не могут.
Взаимодействие представителей этих дисциплин наблюдается и в дальнейшем развитии темы. Открытие вторичной периодичности Е. В. Бироном (1915) дало ещё один аспект в понимании вопросов, связанных с закономерностями строения электронных оболочек. C. А. Щукарев, ученик Е. В. Бирона и М. С. Вревского, одним из первых ещё в начале 1920-х годов высказал мысль о том, что «периодичность есть свойство, заложенное в самом ядре».
При том, что полной ясности в понимании причин вторичной периодичности нет до сих пор, существует взгляд на эту проблему, подразумевающий то, что одной из важнейших причин этого феномена является открытая С. А. Щукаревым кайносимметрия — первое проявление орбиталей новой симметрии (др.-греч. καινός — новый и συμμετρία — симметрия; «кайносимметрия», то есть «новая симметрия»). Кайносимметрики — водород и гелий, у которых наблюдается орбиталь s, — элементы от бора до неона (орбиталь — р), — элементы первого переходного ряда от скандия до цинка (орбиталь — d), а также — лантаноиды (термин предложен С. А. Щукаревым, как и актиноиды) (орбиталь — f). Как известно, элементы, являющиеся кайносимметриками, во многих отношениях имеют физико-химические свойства, отличные от свойств других элементов, принадлежащих к той же самой подгруппе.
Ядерная физика дала возможность снять противоречие, связанное с «запретом» Людвига Прандтля. В 1920-е же годы С. А. Щукарев сформулировал правило изотопной статистики, которое гласит, что в природе не может быть двух стабильных изотопов с одинаковыми массовым числом и зарядом атомного ядра, отличающихся на единицу — один из них обязательно радиоактивен. Законченную форму эта закономерность приобрела в 1934 году благодаря австрийскому физику И. Маттауху, и получила имя правила запрета Маттауха-Щукарева.